# Årsunda
Årsunda er et byområde i Sandvikens kommun i Gävleborgs län i Sverige og kyrkby i Årsunda Sogn, som ligger i en jordbrugsegn. Årsunda ligger ved länsväg 272 og består af områderne Berga, Vida, Lund Hedkarby, Fänja, Sjövik og Sörby.

## Historie
Årsunda Kirke blev bygget omkring 1450 men har rødder tilbage til 1200-tallet. I kirkens våbenrum findes en runesten forsynet med en kristent kors, hvilket taler for at der har ligget en ældre kirke på samme sted.
En gravplads med 90 grave, hovedsageligt fra vikingetiden, findes i byen. Der findes også en rekonstrueret vikingegård kaldet Årsjögård med flere bygninger, runestene (nylavede), kultplads, jernfremstillingsplads med mere.

## Bebyggelsen
Byens centrum består af Årsunda Kirke, en ICA nära-butik, plejehjemmet Vallgården, autoværksted, pizzeria og busholdeplads. Desuden findes der et nu nedlagt og overdraget savværk. I Lund er der flest sommerhuse, mens husene i Hedkarby er beboede hele året. Årsunda rummer ligeledes bondegårde med kødkvæg, som også distribuerer kød til nabokommunerne.
Umiddelbart udenfor det centrale Årsunda ligger der en scooter- og ATV-forhandler.
Årsunda Kyrkskola er Årsundas eneste skole. Det er en lav- og mellemstadieskole fra 1. til 6. klasse. Den har cirka 150 elever og omkring 25 lærere. I Årsunda findes også Lunds byhytte.
Strandbaden er en lang sandstrand ved Storsjön. Der findes et campingområde, Strandbaden kaldes også "Gästriklands riviera". I 2011 ansøgte Naturistföreningen om lov til at anlægge et nøgenbad ved området, men i 2013 stod det klart at ansøgningen blev afvist. På Strandbaden findes både en restaurant og et pizzeria.

## Film som er indspillede/foregår i Årsunda
- Black Jack (1990) af Colin Nutley

## Kendte bysbørn
- Emil Jönsson (født 1985), langrendsskiløber.
- Daniel Bernhardsson (født 1978), fodboldspiller.
- Waldemar Bergendahl (1933-2022), filmproducent og manuskriptforfatter.